# Autistiske spektrum
|  | Sammenskrivningsforslag Artiklerne Autisme, Autistiske spektrum er foreslået sammenskrevet. (Siden oktober 2023) Diskutér forslaget |

 Der er for få eller ingen kildehenvisninger i denne artikel, hvilket er et problem. Du kan hjælpe ved at angive troværdige kilder til de påstande, som fremføres i artiklen.

Det autistiske spektrum (eller autismespektret) er et udviklingsmæssigt og adfærdsmæssigt syndrom, der opstår som følge af bestemte kombinationer af autistiske træk. Selv om disse træk kan være normalt fordelt i befolkningen, arver eller viser nogle mennesker flere autistiske træk. 
I Diagnostic and Statistical Manual of Mental Disorders (DSM-IV-TR) og International Statistical Classification of Diseases and Related Health Problems (ICD-10) er autismespektrumforstyrrelser (ASF) klassificerede som gennemgribende udviklingsforstyrrelser (GU), i modsætning til specifikke udviklingsforstyrrelser som ordblindhed, talblindhed eller dyspraksi.

## Autistiske spektrum og gennemgribende udviklingsforstyrrelser
I praksis er autismespektrumforstyrrelse og gennemgribende udviklingsforstyrrelse synonymer, men det kan være en god ide at adskille dem. GU henviser til de psykologiske og adfærdsmæssige udviklingsforstyrrelser, som omfatter flere funktionsområder: sprog og kommunikation, selvhjælpsevner, motorik, eksekutive funktioner og skolemæssige præstationer. Den nosologiske kategori af gennemgribende udviklingsforstyrrelser indeholder syndromer, som ætiologisk slet ikke har noget at gøre med autisme, hvor autisme-lignende adfærd kun er en del af forstyrrelsen: Retts syndrom og Hellers syndrom.

## Autistiske træk
Adfærdsmæssigt er der bestemte kendetegn, som kan identificere autismespektret. Nogle autistiske træk kan være gavnlige i nogle fag som videnskab, matematik, ingeniør og softwareudvikling. Nogle med autisme viser en udpræget dygtighed i at huske remser, som kan hjælpe dem med at lære det grundlæggende i disse emner. 

### Nedsatte sociale evner
- Forringet evne til at skabe venskaber
- Nogen kan have svært ved at sætte sig i andres sted, og andre kan være hyperempatiske og påtager sig andres følelser i for høj grad.
- Kan virke socialt akavede i andres øjne
- Svært ved øjenkontakt
- Nedsat evne til at tolke og forstå signaler

### Sproglighed
- Monoton eller syngende prosodi i talen
- Overformelt og pedantisk sprogbrug
- Ekkolali
- Stedordsombytning
- Visuel tankegang
- Sen eller ingen udvikling af sproget
- Besvær ved eller manglende evne til at omsætte tanker til ord
- Dårlig brug og forståelse for ikke-verbale kommunikationsformer (ansigtsudtryk og kropssprog)
- Forstå ting for bogstaveligt (f.eks. "tag benene på nakken")

### Repetitiv adfærd og svækkelse i abstrakt tankegang
- Anderledes og mere konkret forståelse af tanker, metaforer og symbolisme
- Foretrækker rutiner
- Optaget af detaljer; kan være udfordret i at forstå meningen eller hele begrebet

### Sanseintegrativ dysfunktion
- Hyper- eller hypofølsomhed i de forskellige sanser
- Specifikke valg af tøj eller mad
- Selvstimulerende manerer
- Motoriske udfordringer

## Klassifikationssystemer
Det amerikanske klassifikationssystem DSM-5 og det internationale klassifikationssystem ICD-11 har erstattet underopdelingen af autisme i subtyper med diagnosen autismespektrumsforstyrrelse.  Psykiatrene i EU følger ICD klassifikationssystemet.

### ICD-11 (6A02)
| Citat        | Autismespektrumforstyrrelse er karakteriseret ved vedvarende underskud i evnen til at indlede og opretholde gensidig social interaktion og social kommunikation og ved en række begrænsede, gentagne og ufleksible adfærdsmønstre, interesser eller aktiviteter, der klart er atypiske eller overdrevne for individets alder og sociokulturel kontekst. Forstyrrelsens indtræden opstår i udviklingsperioden, typisk i den tidlige barndom, men symptomerne bliver måske ikke fuldt ud manifesterede senere, når sociale krav overstiger begrænset kapacitet. Underskud er tilstrækkeligt alvorlige til at forårsage forringelse i personlige, familie-, sociale, uddannelsesmæssige, erhvervsmæssige eller andre vigtige funktionsområder og er normalt et gennemgribende træk ved individets funktion, der kan observeres i alle indstillinger, selvom de kan variere alt efter socialt, uddannelsesmæssigt eller andet sammenhæng. Individer langs spektret udviser et komplet udvalg af intellektuel funktion og sproglige evner. | Citat |
| ICD-11, 6A02 | |       |

- 6A02.0 Autismespektrumforstyrrelse uden forstyrrelse af intellektuel udvikling og med mild eller ingen svækkelse af det funktionelle sprog
- 6A02.1 Autismespektrumforstyrrelse med forstyrrelse af intellektuel udvikling og med mild eller ingen svækkelse af funktionelt sprog
- 6A02.2 Autismespektrumforstyrrelse uden forstyrrelse af intellektuel udvikling og med nedsat funktionssprog
- 6A02.3 Forstyrrelse af autismespektrum med forstyrrelse af intellektuel udvikling og med nedsat funktionssprog
- 6A02.5 Autismespektrumforstyrrelse med forstyrrelse af intellektuel udvikling og fravær af funktionelt sprog
- 6A02.Y Anden specificeret autismespektrumforstyrrelse
- 6A02.Z Autismespektrumforstyrrelse, uspecificeret

## Screening
Der findes forskellige redskaber til screening af autistiske træk. Mest tilgængelig i en dansk sammenhæng er Simon Baron-Cohens "Autism Spectrum Quotient" eller "AQ" (autismespektrumkvotient), som findes på dansk i en børne- Arkiveret 7. januar 2009 hos  Wayback Machine og en ungdomsudgave Arkiveret 21. maj 2009 hos  Wayback Machine.

## ADHD og autisme
Forskning har vist en mulig genetisk og adfærdsmæssig forbindelse mellem ADHD og autisme. Som et resultat heraf, har nogle klinikere foreslået at ADHD medtages i kategorien med autismespektrumforstyrrelser. 